# Založba Sanje
Založba Sanje je slovenska založba, ustanovljena leta 1997 v Ljubljani. Je ena najbolj prepoznavnih slovenskih založb. Objavlja literaturo za odrasle in otroke - leposlovje in stvarno literaturo, e-knjige, zvočne knjige in glasbo. V njenem programu je slovenska in prevodna literarna produkcija ter prevodi slovenskih del v tuje jezike. Med njenimi najbolj prepoznavnimi slovenskimi avtorji so Svetlana Makarovič, Karel Gržan, Vladimir Bartol, Frane Milčinski Ježek in Srečko Kosovel. Objavljajo knjige tujih avtorjev kot so Orhan Pamuk, Kurt Vonnegut, Elif Shafak, Miljenko Jergović, Frank Herbert, Chimamanda Ngozi Adichie, Roald Dahl, Sylvia Plath, Markus Zusak in drugi.
Sanje med drugimi zastopajo avtorske pravice za dela Vladimirja Bartola in Ježkovo Zvezdico Zaspanko, tako v Sloveniji kot mednarodno. Od tujih avtorjev zastopajo britanskega filozofa Petra Wilberga.
Sanje so tudi organizator literarnih in glasbenih festivalov. Festival Sanje poteka od leta 2002, Noč knjige v Sloveniji (mednarodni projekt, ki poteka vsako leto 23. aprila, na svetovni dan knjige) pa od leta 2014. 
Ustanovitelj in direktor založbe Sanje je Rok Zavrtanik. 

## Zgodovina
Prva objava založbe je bila Preprosta ljubezen, zbirka pesmi Franeta Milčinskega Ježka, ki je izšla ob obletnici rojstva avtorja, 14. decembra 1997. V prvih dveh letih delovanja je založba predstavila več spregledanih, a pomembnih del slovenskih klasikov, predvsem Franeta Milčinskega Ježka in igralke Duše Počkaj (Šansoni). V slovenski prostor je vpeljala tudi izraz zvočna knjiga in sicer leta 1999 z založniškim projektom Pesmi in balade avtorja Janeza Menarta. Leto zatem je založba ob 200-letnici rojstva Franceta Prešerna razvila zbirko zvočnih knjig, s katero so bile prvič v slovenskem jeziku v zvočni obliki predstavljene celotne Prešernove Poezije. Založba je hkrati zasnovala tudi zbirko mednarodnih zvočnih knjig. 
Ob prelomu tisočletja so Sanje v sodelovanju z Radiem Slovenija organizirale odmevno akcijo Ljudje, prižgimo luč!, akcijo prižiganja svečk ob Božiču in Novem letu. Projekt sestavlja 16 radijskih spotov, ki so poleg recitacije istoimenske pesmi Franeta Milčinskega Ježka, vključevali izjave uglednih Slovenk. Akcija velja za eno največjih družbeno angažiranih medijskih akcij v tistem obdobju. 
V letu 2002 je založba prvič organizirala Festival Sanje. Istega leta je objavila odmeven ponovni natis romana Vladimirja Bartola Alamut, ki je na vrhu najbolje prodajanih knjig v Sloveniji ostal dve leti. 

## Zbirke
Knjižne zbirke
- zbirka SANJE roman
- zbirka TIGR
- zbirka Dokumenta
- zbirka Rak samotar
- zbirka Otroci Slave
- zbirka Knjižnica sežganih knjig
- zbirka Sanjska knjigica
- zbirka Hiša pesmi
- zbirka Kiosk
- zbirka Luna
- zbirka Sanje International

Zvočne zbirke
- zbirka SANJE zvočna knjiga
- zbirka SANJE glasba
- zbirka Srebrni glas

Priložnostne zbirke
- zbirka Vladimir Bartol
- zbirka France Prešeren
- zbirka Frane Milčinski Ježek
- zbirka Mumini

Večji projekti
- Festival Sanje (2002 - )
- mednarodni projekt Noč knjige (2014 - )
- produkcija glasbeno pesniškega performansa Prešernovih nagrajencev Svetlane Makarovič in Zlatka Kaučiča: Horror mundi (2013)
- produkcija koncerta ob izidu kompleta štirih albumov z zbranimi avtorskimi šansoni Svetlane Makarovič: Kdor gleda ljudi skozi mačje oči (2015)
- Literarna kavarna Sanje – pogovori ob knjigah
- organizacija knjižnih sejmov: božično - novoletni knjižni sejem v Ljubljani (2009) in Svetovni dan knjige v Parku Zvezda v Ljubljani (2019)
- Projekt Ljudje, prižgimo luč  (1999/2000)
- Pobuda in organizacija odmevne peticije proti davku na knjigo (2006)

## Nagrade in priznanja
- Sovretova nagrada za prevajalske dosežke 2020: Aleksandra Rekar za prevod romana Rodbina, Miljenko Jergović
- Najlepše oblikovana knjiga, slovenski knjižni sejem 2019 (knjiga kot zvočni objekt): Tu je moj onkraj, Tjaša Vuga
- Najlepše oblikovana knjiga, slovenski knjižni sejem 2018 (absolutna zmagovalka): Nekaj zelo zelo lepega, Neža Maurer
- Najlepše oblikovana knjiga, slovenski knjižni sejem 2018 (poezija): Zbogom, fašisti, Marko Tomaš
- Zlata hruška, znak kakovosti otroške in mladinske literature: skupno 35 knjig založbe Sanje je od leta 2006 prejelo Zlato hruško
- Mednarodna nagrada za izstopajoče dosežke v preiskovalnem novinarstvu 2012: trilogija V imenu države, Matej Šurc in Blaž Zgaga
- Najlepša izvirna slovenska otroška knjiga, slovenski knjižni sejem 2010 : Zgodba o zamorčku Bambuleju in vrtoglavi žirafi, Frane Milčinski Ježek, Tina Volarič
- Založnik leta 2009, Rok Zavrtanik
- Sovretova nagrada za prevajalske dosežke 2008: Nives Vidrih za prevod romana Sestra, Jachym Topol
- Brumnovo priznanje za najboljši knjižni ovitek 2007: Sestra, Jachym Topol
- Najboljši prvenec, slovenski knjižni sejem 2006: Ime tvoje zvezde je Bilhadi, Magda Reja
- Najlepše oblikovana knjiga, slovenski knjižni sejem 2006 (monografije): Marjana, Katarina Lavše
- Najlepše oblikovana knjiga, slovenski knjižni sejem 2005 (bibliofilske edicije): Faust, J.W.Goethe
- Najlepše oblikovana knjiga, slovenski knjižni sejem 2004 (leposlovje): Idiot, F.M.Dostojevski
- Najlepše oblikovanje, slovenski knjižni sejem 2001 (bibliofilske edicije): za slovensko in mednarodno zbirko zvočnih knjig poezije Franceta Prešerna